# Vebjørn Hegdal
Vebjørn Hegdal (ur. 25 lutego 1998 w Larvik) – norweski biegacz narciarski, dwukrotny medalista igrzysk olimpijskich młodzieży oraz mistrz świata juniorów.

## Kariera
Po raz pierwszy na arenie międzynarodowej Vebjørn Hegdal pojawił się 16 stycznia 2015 roku w Lygna, gdzie w zawodach juniorskich zajął 17. miejsce w biegu na 10 km techniką dowolną. W pierwszej połowie lutego 2016 roku wystartował na igrzyskach olimpijskich młodzieży w Lillehammer, zdobywając brązowy medal w sprincie techniką klasyczną oraz srebrny na 10 km stylem dowolnym. Dwa tygodnie później wystąpił na mistrzostwach świata juniorów w Râșnovie, gdzie wraz z kolegami z reprezentacji zwyciężył w sztafecie. Na tej samej imprezie był także czwarty w biegu na 15 km stylem dowolnym, przegrywając walkę o podium z Rosjaninem Dienisem Spicowem o 0,06 sekundy. Jak dotąd nie startował w zawodach Pucharu Świata.

## Osiągnięcia

### Igrzyska olimpijskie młodzieży
| Miejsce | Dzień     | Rok  | Miejscowość | Konkurencja              | Czas biegu  | Strata  | Zwycięzca             |
| ------- | --------- | ---- | ----------- | ------------------------ | ----------- | ------- | --------------------- |
| 19.     | 13 lutego | 2016 | Lillehammer | Cross                    | 2:59,56 min | -       | Magnus Kim            |
| 3.      | 16 lutego | 2016 | Lillehammer | Sprint stylem klasycznym | 2:55,39 min | +1,10 s | Thomas Helland Larsen |
| 2.      | 18 lutego | 2016 | Lillehammer | 10 km stylem dowolnym    | 23:04,8 min | +16,0 s | Magnus Kim            |

### Mistrzostwa świata juniorów
| Miejsce | Dzień     | Rok  | Miejscowość | Konkurencja           | Czas biegu  | Strata  | Zwycięzca        |
| ------- | --------- | ---- | ----------- | --------------------- | ----------- | ------- | ---------------- |
| 4.      | 25 lutego | 2016 | Râșnov      | 15 km stylem dowolnym | 31:19,1 min | +29,8 s | Iwan Jakimuszkin |
| 1.      | 26 lutego | 2016 | Râșnov      | Sztafeta 4×5 km       | 43:07,5 min | —       | —                |

### Mistrzostwa świata młodzieżowców (do lat 23)
| Miejsce | Dzień   | Rok  | Miejscowość    | Konkurencja            | Czas biegu  | Strata | Zwycięzca |
| ------- | ------- | ---- | -------------- | ---------------------- | ----------- | ------ | --------- |
| 1.      | 1 marca | 2020 | Oberwiesenthal | Sprint stylem dowolnym | 2:38,56 min | —      | —         |